# Platão (patrício)
Platão (em latim: Plato) foi um bizantino do século VI, ativo durante o reinado do imperador Justiniano (r. 527–565). Aparece em 528, quando, como patrício e talvez mestre dos soldados vacante, foi enviado com Alexandre, Pompeu e Teodoro ao Oriente por conta das baixas no exército na guerra contra a Pérsia. Lá, recebeu o comando da guarnição de Amida.